# Europese kampioenschappen kyokushin karate 2015 (IKO Matsushima)
De Europese kampioenschappen kyokushin karate 2015 waren door de International Karate Organisation Matsushima (IKO) georganiseerde kampioenschappen voor kyokushinkai karateka's. De negende editie van de Europese kampioenschappen vond plaats in het Zweedse Lund op 17 oktober 2015.

## Resultaten
| Gewichtsklasse | Goud            | Zilver            | Brons                             |
| -------------- | --------------- | ----------------- | --------------------------------- |
| Lichtgewicht   | Sergo Movsesyan | Anatolii Tomarov  | Filip Kuduz Artem Khvalskiy       |
| Middengewicht  | Ivan Shchetinin | Daniel Keller     | Hamid Reza Razmi Ramal Mustafayev |
| Zwaargewicht   | Kun Liu         | Alexey Feoktistov | Siphiwe Manzi Emilio Redondo      |